# Olli Häme
Olli Häme, eigentlich Hämäläinen, (*  19. Mai 1924 in Helsinki; † 11. Juni 1984 in Tampere) war ein finnischer Jazz-Bassist und Bandleader, der auch als Platten- und Fernsehproduzent wirkte.

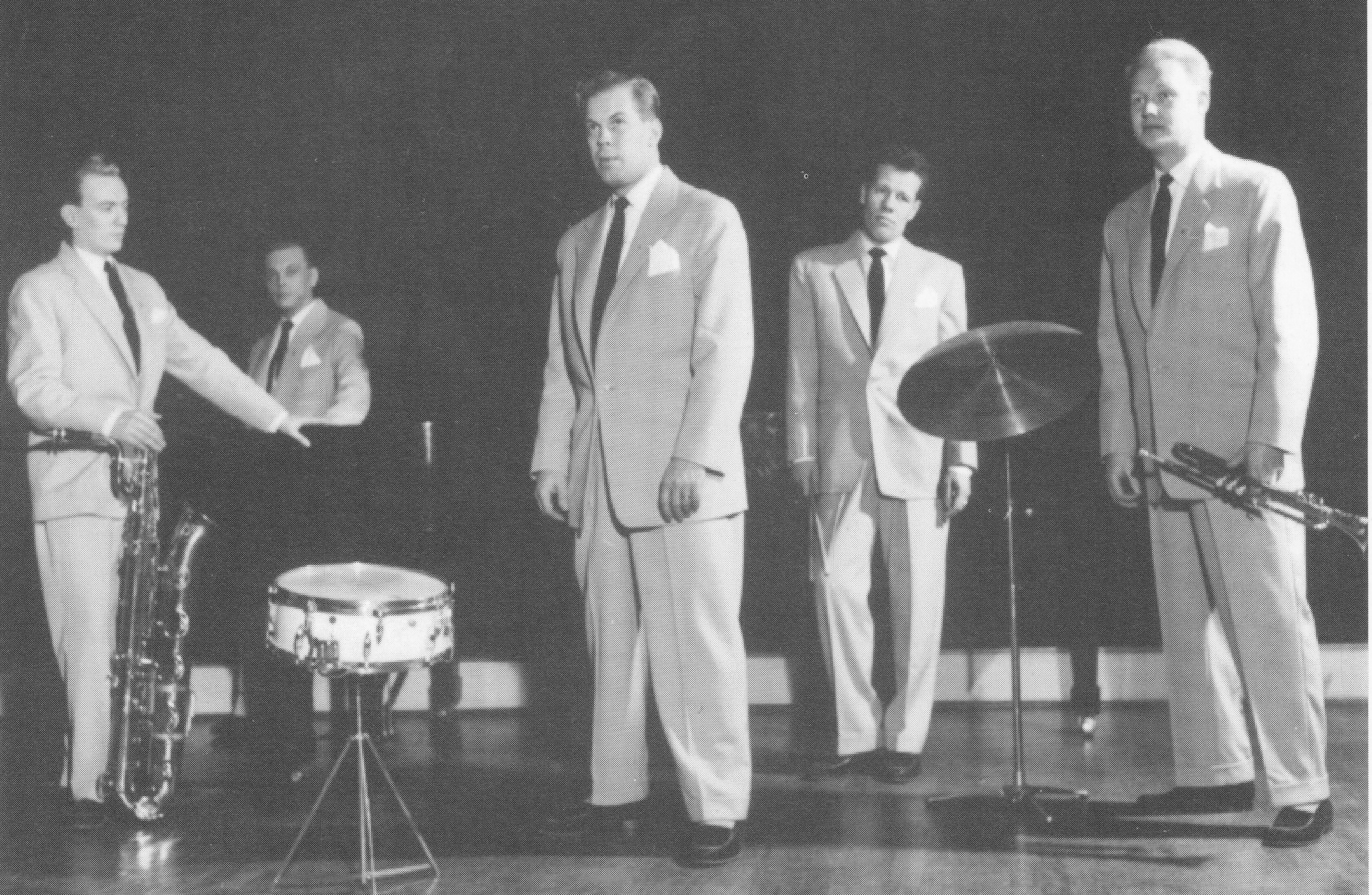
Hämä mit Orchester 1956

Häme war mit seinem 1947 gegründeten Quintett hauptverantwortlich für die Einführung des Bop in Finnland. Mit ihm machte er mehrere Aufnahmen (I Surrender Dear 1948, Savel, Lemon Drop, 1950, Decca Records). Neben Modern Jazz spielte er auch populäre, Swing-orientierte Musik und begleitete unter anderem die Sängerin Brita Koivunen auf mehreren ihrer Hits in den 1950er Jahren. 1959 bis 1962 war er hauptsächlich Plattenproduzent (und war nach 1960 nicht mehr als Musiker aktiv) und ab 1962 war er beim finnischen Fernsehen (TV2) als Produzent und Programmleiter.
Häme studierte an der Sibelius-Akademie mit dem Abschluss 1953 und war 1952 bis 1957 Sekretär des Verbands finnischer Musiker. Er war auch Kritiker für das Magazin Rytmi.
Er schrieb das erste Buch über Geschichte des Jazz, das in Finnland erschien (Rytmin voittokulku, Triumph des Rhythmus, Helsinki 1949).
Er ist der Enkel des Organisten Lauri Hämäläinen (1832–1888) und Vater der Cembalistin Kati Hämäläinen (* 1947).

## Lexikalischer Eintrag
- Barry Kernfeld (Herausgeber) New Grove Dictionary of Jazz, Macmillan 1996

| Personendaten    | Personendaten                                         |
| ---------------- | ----------------------------------------------------- |
| NAME             | Häme, Olli                                            |
| ALTERNATIVNAMEN  | Hämäläinen, Olli                                      |
| KURZBESCHREIBUNG | finnischer Jazzmusiker, Platten- und Fernsehproduzent |
| GEBURTSDATUM     | 19. Mai 1924                                          |
| GEBURTSORT       | Helsinki                                              |
| STERBEDATUM      | 11. Juni 1984                                         |
| STERBEORT        | Tampere                                               |